# Markgärdet
Markgärdet är en bebyggelse söder om Ensjön söder om Norrköping i Norrköpings kommun. Från 2015 avgränsar SCB här en småort.